# 费雷罗 (孔迪镇)
费雷罗是葡萄牙波尔图区的一个堂区。总面积4.83平方公里，总人口660人，人口密度136.6人/平方公里。